# Tremoctopus
Tremoctopus — рід восьминогів родини Octopodidae. Містить чотири види, які мешкають від поверхні до середньої води в субтропічних і тропічних океанах.

## Опис
Ці види мають надзвичайний ступінь статевого диморфізму: за даними Мельбурнського музею, «не існує жодної іншої істоти, яка б мала таку різницю в розмірах між самцями та самицями». При довжині всього 2,4 см самець непропорційно менший за самицю, яка може досягати 2 м, а це означає, що самка може бути у 100 разів більшою за свого партнера і до 40 000 разів важчою. Самець може дозволити собі бути маленьким, оскільки ймовірність спаровування з самкою і здатність до розмноження не залежать від її розміру. З іншого боку, значний розмір самиці необхідний, щоб народити якомога більше потомства. Невеликий розмір самця дозволяє йому швидше досягти статевої зрілості, збільшуючи шанси, що при зустрічі з самиці він готовий до розмноження.
Tremoctopus мають імунітет до отруйного португальського кораблика, чиї щупальця самці та незрілі самиці зривають і використовують у наступальних та оборонних цілях. Як і багато інших восьминогів, Tremoctopus використовує чорнило, щоб залякати потенційних хижаків. Крім того, у разі загрози, самиця розгортає свої великі сітчасті перетинки, які значно збільшує її видимий розмір.

## Розмноження
Самці мають велику руку в кулястому мішку, модифікованому для спарювання, відому як гектокотиль. Під час спарювання ця рука відривається, і самиця утримує її в мантійній порожнині, поки не буде використана для запліднення. Самець майже напевно гине незабаром після спарування. Між самцями існує конкуренція: у мантійній порожнині самиць виявлено кілька чоловічих рук. Самиці відкладають понад 100 000 яєць, прикріплених до вапняного секрету у формі ковбаси, біля основи спинних рук. Кладку самиця носить до вилуплення.

## Види
- Tremoctopus gelatus
- Tremoctopus robsoni
- Tremoctopus gracilis
- Tremoctopus violaceus